# دیوید گالپیلیل
دیوید گالپیلیل (انگلیسی: David Gulpilil؛ ۱ ژوئیهٔ ۱۹۵۳—۲۹ نوامبر ۲۰۲۱) یک هنرپیشه و رقصنده اهل استرالیا بود.
از فیلم‌ها یا برنامه‌های تلویزیونی که وی در آن نقش داشته‌است می‌توان به استرالیا ،گزاره و حصار ضدخرگوش اشاره کرد.